# Thomas Anthony Daly

Wappen von Thomas Anthony Daly

Thomas Anthony Daly (* 30. April 1960 in San Francisco) ist ein US-amerikanischer Geistlicher und römisch-katholischer Bischof von Spokane.

## Leben
Thomas Anthony Daly empfing am 9. Mai 1987 die Priesterweihe.
Papst Benedikt XVI. ernannte ihn am 16. März 2011 zum Weihbischof in San Jose in California und Titularbischof von Tabalta. Der Bischof von San Jose in California, Patrick Joseph McGrath, spendete ihm am 25. Mai desselben Jahres die Bischofsweihe; Mitkonsekratoren waren George Leo Thomas, Bischof von Helena, und George Hugh Niederauer, Erzbischof von San Francisco.
Papst Franziskus ernannte ihn am 12. März 2015 zum Bischof von Spokane. Die Amtseinführung fand am 20. Mai desselben Jahres statt.